# Quinta italiana
Nel bridge la quinta italiana (anche quinta nobile o quinta nobile, quadri quarte o quinta maggiore italiana) è il sistema di dichiarazione utilizzato in Italia come riferimento. È l'evoluzione del precedente, il lungo-corto, e ne conserva alcune caratteristiche. 

## Caratteristiche
È un sistema prevalentemente naturale perché le dichiarazioni (soprattutto quelle di apertura) hanno tendenzialmente lo scopo di dare informazioni sul tipo di distribuzione che si ha in mano. 
Vi sono anche delle dichiarazioni “convenzionali” ma nella versione base sono ridotte al minimo.

## Apertura
Le dichiarazioni di apertura nella quinta nobile sono tali da rendere più rapido rispetto al lungo-corto trovare l'eventuale fit nei colori nobili.
Infatti si dichiara cuori o picche (a livello 1 se la mano è debole o media) soltanto se si ha nel seme un palo almeno quinto. Di conseguenza il compagno per appoggiare basta che abbia tre carte nel seme. 
In mancanza di pali quinti a cuori o a picche si apre a quadri se si ha nel seme almeno un palo quarto; altrimenti a fiori.
Di conseguenza l'apertura a fiori indica la mancanza di pali quinti nobili e quarti a quadri, non necessariamente un palo lungo nel seme. Per dichiarare il possesso di un palo lungo a fiori è necessario ribadire il seme al giro successivo.
Con mano distribuita di media forza si apre a 1NT. 
- | P | 0-4 po |
| - | ------ |
- | P | 5-11 po | [ 3 ] |
| - | ------- | ----- |
- | 1♠ | 12-20 po | 5+c♠ |
| -- | -------- | ---- |
- | 1♥ | 12-20 po | 5+c♥ | 4-c♠ |
| -- | -------- | ---- | ---- |
- | 1♦ | 12-20 po | 4+c♦ | 4-c♠, 4-c♥ |
| -- | -------- | ---- | ---------- |
- | 1♣ | 12-20 po | 2+c♣ | 4-c♠, 4-c♥, 3-c♦ |
| -- | -------- | ---- | ---------------- |
- | 1NT | 15-17 po | BIL | 4.3.3.3 - 4.4.3.2 - 5.3.3.2 |
| --- | -------- | --- | --------------------------- |
- | 2♠ | 5-11 po | 6c♠ | Debole. Colore bello |
| -- | ------- | --- | -------------------- |
- | 2♥ | 5-11 po | 6c♥ | Debole. Colore bello |
| -- | ------- | --- | -------------------- |
- | 2♦ | 5-11 po | 6c♦ | Debole. Colore bello |
| -- | ------- | --- | -------------------- |
- | 2♣ | 21+ po | ?c♣ | Forte. Sbilanciata ♣, ♦, ♥, ♠ oppure bilanciata 24+ po. F1° |
| -- | ------ | --- | ----------------------------------------------------------- |
- | 2NT | 21-23 po | BIL | 4.3.3.3 - 4.4.3.2 - 5.3.3.2 |
| --- | -------- | --- | --------------------------- |
- | 3♠ | 5-11 po | 7+c♠ | Barrage. Colore chiuso o semichiuso |
| -- | ------- | ---- | ----------------------------------- |
- | 3♥ | 5-11 po | 7+c♥ | Barrage. Colore chiuso o semichiuso |
| -- | ------- | ---- | ----------------------------------- |
- | 3♦ | 5-11 po | 7+c♦ | Barrage. Colore chiuso o semichiuso |
| -- | ------- | ---- | ----------------------------------- |
- | 3♣ | 5-11 po | 7+c♣ | Barrage. Colore chiuso o semichiuso |
| -- | ------- | ---- | ----------------------------------- |

### 1 senza
L'apertura di 1NT è una licita di apertura molto usata nel gioco del bridge. È abbreviata con 1 SA oppure 1 NT. È di particolare interesse perché descrive adeguatamente la mano dell'apertore e consente di sviluppare delle sequenze di licitazione ben studiate e finalizzate all'ottenimento del miglior contratto di gioco.

## Interventi
Come l'apertura anche gli interventi hanno lo scopo di dare informazioni sulla distribuzione.
Da segnalare la possibilità di utilizzare come intervento anche il cosiddetto “contro informativo”, con il quale si dichiara di avere un punteggio tale che avrebbe permesso l'apertura.
Un caso particolare di intervento è il cosiddetto “barrage”, ossia un intervento a tre nel seme. Lo si può effettuare quando si ha un palo almeno settimo ma punti insufficienti per l'apertura. Di norma prima di effettuare un barrage ci si accerta che nemmeno il compagno possa aprire.

## Convenzioni

### Stayman
- La 2♣ stayman in risposta all'apertura di 1NT del compagno, è la richiesta di pali nobili quarti o quinti. Le risposte convenzionali sono: 2♦ senza nobili, 2♥ o 2♠ col nobile indicato, 2NT con entrambi ed il punteggio minimo 15-16 po, 3♣ con entrambi e 3c♣ e 17 po, 2♦ con entrambi e 3c♦ e 17 po.

### Jacoby
- In risposta all'apertura di 1NT del compagno si applicano le transfer Jacoby cioè la sottodichiarazione di un proprio seme lungo per farlo dichiarare dall'apertore in modo da giocare l'eventuale mano a colore dalla parte con la maggior forza onori. Il rispondente, se ha una mano debole 0-7 po dichiara 2♦ se ha 5c♥, 2♥ se ha 5c♠, 2♠ se ha 6c♣ e 2NT se ha 6c♦. La risposta è forzante per 1 giro e l'apertore è obbligato a dichiarare il seme richiesto.

### Texas
- In risposta all'apertura di 1NT del compagno si applicano le texas transfer se si ha una mano con visuale di manche che esclude lo slam. Si applicano solo ai nobili dichiarando 4♦ se si hanno 6c♥ e 4♥ se si hanno 6c♠

### Blackwood
- La 4NT blackwood (RKCB) è una richiesta di carte chiave (4 Assi più il Re di atout). Il compagno risponde 5♣ con 0/3[8] carte chiave, 5♦ con 1/4[8] carte chiave, 5♥ con 2 carte chiave senza Donna di atout e 5♠ con 2 carte chiave più la Donna di atout.